# Christoph Körner
Christoph Körner, né le 1er décembre 1962, à Gelsenkirchen, en Allemagne de l'Ouest, est un ancien joueur allemand de basket-ball.

## Palmarès
- Coupe d'Allemagne 1986, 1987, 1990, 1991